# West Fork Tolovana River
Der West Fork Tolovana River ist ein 70 Kilometer langer rechter Nebenfluss des Tolovana River im Interior des US-Bundesstaats Alaska.

## Flusslauf
Der West Fork Tolovana River entsteht am Zusammenfluss von Goose Creek (37 km lang, links) und Starvation Creek (31 km lang, rechts) 24 km nordnordöstlich von Minto auf einer Höhe von etwa 300 m. Die Quellflüsse entspringen im äußersten Westen des Yukon-Tanana-Hochlands. Der West Fork Tolovana River fließt in überwiegend ostnordöstlicher Richtung. Der Elliott Highway verläuft anfangs etwa 5 km weiter südlich. Der West Fork Tolovana River bildet zahlreiche teils enge Flussschlingen aus. Etwa 7 km westlich von Livengood wendet sich der West Fork Tolovana River nach Osten und später nach Südosten. Der Elliott Highway kreuzt den Flusslauf bei Livengood, 4 km oberhalb der Mündung.

## Hydrologie
Der West Fork Tolovana River entwässert ein etwa 753 km² großes Gebiet im Westen des Yukon-Tanana-Hochlands.
An der Brücke des Elliott Highways über den West Fork Tolovana River wurde in den Jahren 2010–2015 der Abfluss gemessen. Es wurde ein mittlerer Abfluss (MQ) von 3,46 m³/s ermittelt. Die größten monatlichen Abflüsse treten gewöhnlich im Mai auf mit einem monatlichen Mittelwert von 18 m³/s.